# 袁思行
袁思行（英語：Cheryl Yuen Sze Hang，1997年11月25日—），香港的新聞從業員，現任香港有線電視的有線新聞台主播，曾經為任無綫電視的無綫新聞台主播，前香港女子游泳運動員。

## 簡歷
2010年畢業於在德望學校小學部。在學時曾加入大力游泳會，她游蛙泳並參加多項游泳比賽。2016年在拔萃女書院畢業，同年入讀香港大學社會科學學院新聞及傳媒研究中心（新聞學系）。她在2019年暑假在無綫電視做實習記者，同年12月尾在無綫新聞台做兼職主播。2020年6月大學畢業後，轉做無綫新聞台全職主播。
袁思行初時主要主持無綫新聞台深宵新聞報道和無綫財經·資訊台的《無綫財經快訊》，2020年8月初開始主持無綫新聞台日間新聞報道與及《時事通識》。同年8月26日起主持無綫新聞台的無綫電視天氣報告，4天後開始主持無綫新聞台星期日香港早晨。同年10月1日起開始主持手語新聞報道。2021年1月擔任節目《行行有好景》主持及記者。
2021年東京奧運期間，袁思行被短暫調去體育部擔任體育記者，主要報道同游泳有關的新聞。
2022年2月24日在社交帳戶宣佈離開無綫電視新聞部，結束僅3年之賓主關係。同年3月轉職到香港有線新聞擔任新聞台主播。

## 主要成绩
- 2011年  第三屆全港運動會游泳比賽 女子100米蛙泳決賽 第四名
- 2011年  第三屆全港運動會游泳比賽 女子200米蛙泳決賽 第五名
- 2013年  港九區D1中學校際游泳比賽 女子甲組100米蛙泳 第二名
- 2013年  港九區D1中學校際游泳比賽 女子甲組200米蛙泳 第二名
- 2014年  港九區D1中學校際游泳比賽 女子甲組50米蛙泳 第二名
- 2014年  港九區D1中學校際游泳比賽 女子甲組100米蛙泳 第二名
- 2015年  港九區D1中學校際游泳比賽 女子甲組50米蛙泳 第三名
- 2015年  第五屆全港運動會游泳比賽 女子100米蛙泳初賽第四場 第一名
- 2015年  第五屆全港運動會游泳比賽 女子100米蛙泳決賽 第四名
- 2015年  第五屆全港運動會游泳比賽 女子50米蛙泳初賽第三場 第二名
- 2015年  第五屆全港運動會游泳比賽 女子50米蛙泳決賽 第二名
- 2015年  第五屆全港運動會游泳比賽 女子200米蛙泳初賽第四場 第三名
- 2015年  第五屆全港運動會游泳比賽 女子4x50米自由式接力決賽 第三名

## 資料來源
1. ↑  .   [2021-01-03]. （原始内容存档于2022-03-19）.
2. ↑  .   [2021-05-14]. （原始内容存档于2021-05-24）.
3. ↑  .   [2021-04-25]. （原始内容存档于2021-05-24）.
4. ↑  .   [2021-04-24]. （原始内容存档于2021-05-24）.

## 外部連結
- 袁思行的Instagram帳戶
- 袁思行的Facebook專頁